# Jim Henson Pictures
Jim Henson Pictures è stato uno studio cinematografico fondato nel 1997 facente parte della Jim Henson Company.

## Storia
Inizialmente tutti i film venivano distribuiti da Associated Film Distributors e Universal Pictures. Dal 1982 si passò alla Columbia Pictures, in tandem con la Disney dal 1988. La collaborazione con la Columbia finì nei primi anni 2000. Prima c'era la Jim Henson Productions che operava anche nei film. Nel 2004 il marchio vero e proprio venne assorbito dalla controllata The Jim Henson Company.

## Filmografia

### Prodotti

#### Accreditato
- Buddy - Un gorilla per amico (1997) (co-produzione con Columbia Pictures)
- I Muppets venuti dallo spazio (1999) (co-produzione con Columbia Pictures)
- Le avventure di Elmo in Brontolandia (1999) (co-produzione con Columbia Pictures e Children's Television Workshop) (È la prima volta che nel film i personaggi dei Muppet di Sesame Street non sono di proprietà della Jim Henson Pictures.)

#### Non accreditato
- Good Boy! (2003) (co-produzione con Metro Goldwyn Mayer)

### Distribuiti
- Ecco il film dei Muppet! (1977) (prodotto da Henson Associates con Associated Film Distributors e Universal Pictures)
- Giallo in casa Muppet (prodotto da Henson Associates con Associated Film Distributors e Universal Pictures) The Dark Crystal
- The Dark Crystal(1982) (prodotto da Henson Associates con Associated Film Distributors e Universal Pictures)
- I Muppet alla conquista di Broadway (1984) (prodotto da Henson Associates con TriStar Pictures)
- Sesame Street Presents Follow That Bird (1985) (prodotto da Henson Associates con Warner Bros.)
- Labyrinth (1986) (prodotto da Jim Henson Productions con TriStar Pictures e Lucasfilm)
- Le streghe (prodotto da Jim Henson Productions con Warner Bros. e la sua divisione Lorimar Film Entertainment)
- Festa in casa Muppet (1992) (prodotto da Jim Henson Productions con Walt Disney Pictures)
- I Muppet nell'isola del tesoro (1996) (prodotto da Jim Henson Productions con Walt Disney Pictures)
- La chiave magica (1997) (prodotto da Jim Henson Productions con Walt Disney Pictures)
- 5 bambini & It (2004) (distribuito da un'azienda diversa a seconda della nazione, in Italia da Medusa Film)

| Controllo di autorità | VIAF (EN) 143380196 · LCCN (EN) no98034309 |